# リースバック
リースバック（英語: Leaseback）とは、セール・アンド・リースバック（英語: sale-and-leaseback）とも呼ばれ、現在所有している物品（主に固定資産など）に相当するものを他に売って、そこからリースするという金融取引をいう。こうした取引の対象になるものは不動産などの固定資産や、飛行機や列車などの資本財などである。
リースバックを行なう際の当事者の理由は、これにより金融上、会計上、税務上の利点があるからである。大きな利点は二つあり、「まとまった現金を得ることが出来ること」、「維持管理などの手間を省くことが出来る」ことである。
リースバックのコンセプトは外交上も提案ないしは実施されたことがあり、フォークランド戦争後に99年のリース後アルゼンチンに帰属するように提案されたり、また香港は同様な期間で中国に帰属している。
リースバックという語句を「契約満了や解約に伴って、リース会社に資産を返却する」という意味で用いているネット記事やSNSの書き込みが稀に見受けられるが、これは明らかな誤用である。正しくは契約満了の場合は「リースアップ」、解約の場合は「リース解約」などの用語を使う。リースアップ後は再度リースされる他、中古市場で売買されることもあり「リース落ち」と呼ばれる。リース落ちを整備し中古販売まで行うリース会社もある。

## 不動産リースバック
リースバックの中でも、不動産を対象としたものを「不動産リースバック」と呼ぶ。不動産リースバックには、持ち家をリースバック業者に売却して、資金を調達しながら、リースバック業者から以前の持ち家を賃貸することで、住み続けるサービスもある。

### 判例
- 判例時報 (2294). (2016(平成28)-07-11).